# Taeniotes relucens
Taeniotes relucens es una especie de escarabajo longicornio del género Taeniotes, tribu Monochamini, subfamilia  Lamiinae. Fue descrita científicamente por .

## Descripción
Mide 16,2-35,3 milímetros de longitud.

## Distribución
Se distribuye por Bolivia, Brasil, Ecuador y Perú.